# Апатит (футбольный клуб)
«Апати́т» — российский футбольный клуб из Кировска. Основан в 2001 году. Дважды становился победителем зонального турнира первенства среди ЛФК.

## Достижения
- Победитель чемпионата Мурманской области: 2004.
- Серебряный призёр чемпионата Мурманской области (2): 2002, 2003.
- Победитель первенства среди ЛФК в Северо-Западной зоне (2): 2006, 2009.
- Серебряный призёр первенства среди ЛФК в Северо-Западной зоне: 2005, 2008, 2011/12.
- Бронзовый призёр первенства среди ЛФК в Северо-Западной зоне: 2007.
- Обладатель Кубка Северо-Запада 2011 года[2].

## Статистика выступлений
| Сезон   | Лига                                           | Место |
| ------- | ---------------------------------------------- | ----- |
| 2001    | Чемпионат Мурманской области                   | 6     |
| 2002    | Чемпионат Мурманской области                   | 2     |
| 2003    | Чемпионат Мурманской области                   | 2     |
| 2004    | Чемпионат Мурманской области                   | 1     |
| 2005    | Третий дивизион, зона «Северо-Запад»           | 2     |
| 2006    | Третий дивизион, зона «Северо-Запад»           | 1     |
| 2007    | Третий дивизион, зона «Северо-Запад»           | 3     |
| 2008    | Третий дивизион, зона «Северо-Запад»           | 2     |
| 2009    | Третий дивизион, зона «Северо-Запад»           | 1     |
| 2009    | Третий дивизион, Финал                         | 8     |
| 2010    | Третий дивизион, зона «Северо-Запад», группа А | 4     |
| 2011-12 | Третий дивизион, зона «Северо-Запад»           | 2     |

## Стадион
Домашние игры ФК «Апатит» проводит на стадионе «Горняк», который на 2010 год является лучшим по качеству стадионом в Мурманской области.
С началом выступлений «Апатита» в ЛФЛ (2005 год), стадион был модернизирован. В частности, был уложен искусственный газон, проведена реконструкция трибун, построена стоянка для автомобилей и автозаправка. Также на территории стадиона была построена крытая ледовая площадка, ставшая домашней ареной для ХК «Апатит». В 2009 году на трибуны «Горняка» установили пластиковые сиденья. Также на стадионе «Горняк» домашние матчи проводит ФК «Хибины», выступающий в чемпионате Мурманской области.

## Болельщики
Кировско-апатитское фан-движение WGU (White-Green Ultras) фактически существует с 2008 года, но официально было оформлено в 2009 году. Основные направления деятельности WGU — визуально-голосовой суппорт. Помимо домашних футбольных матчей, также посещают домашние и выездные игры хоккейного клуба"Апатит".